# Mick McElwee
Michael McElwee (27 giugno 1961) è un allenatore di calcio inglese.

## Carriera

### Allenatore

#### Club
Il 4 ottobre 2020 prende le redini del Lincoln Red Imps precedentemente allenato da William Amaral de Andrade. 
Il 26 agosto 2021 guida il "diavoletto" alla vittoria ai tempi supplementari contro il Riga FC nella partita di ritorno dei play-off di Conference League, ottenendo così il primo storico accesso per una squadra gibilterrina nella fase finale di una competizione UEFA.

## Palmarès

### Allenatore

#### Competizioni nazionali
- Campionato gibilterriano: 2

Lincoln Red Imps: 2020-2021, 2021-2022
- Coppa di Gibilterra: 2

Lincoln Red Imps: 2020-2021, 2021-2022